# Veleda

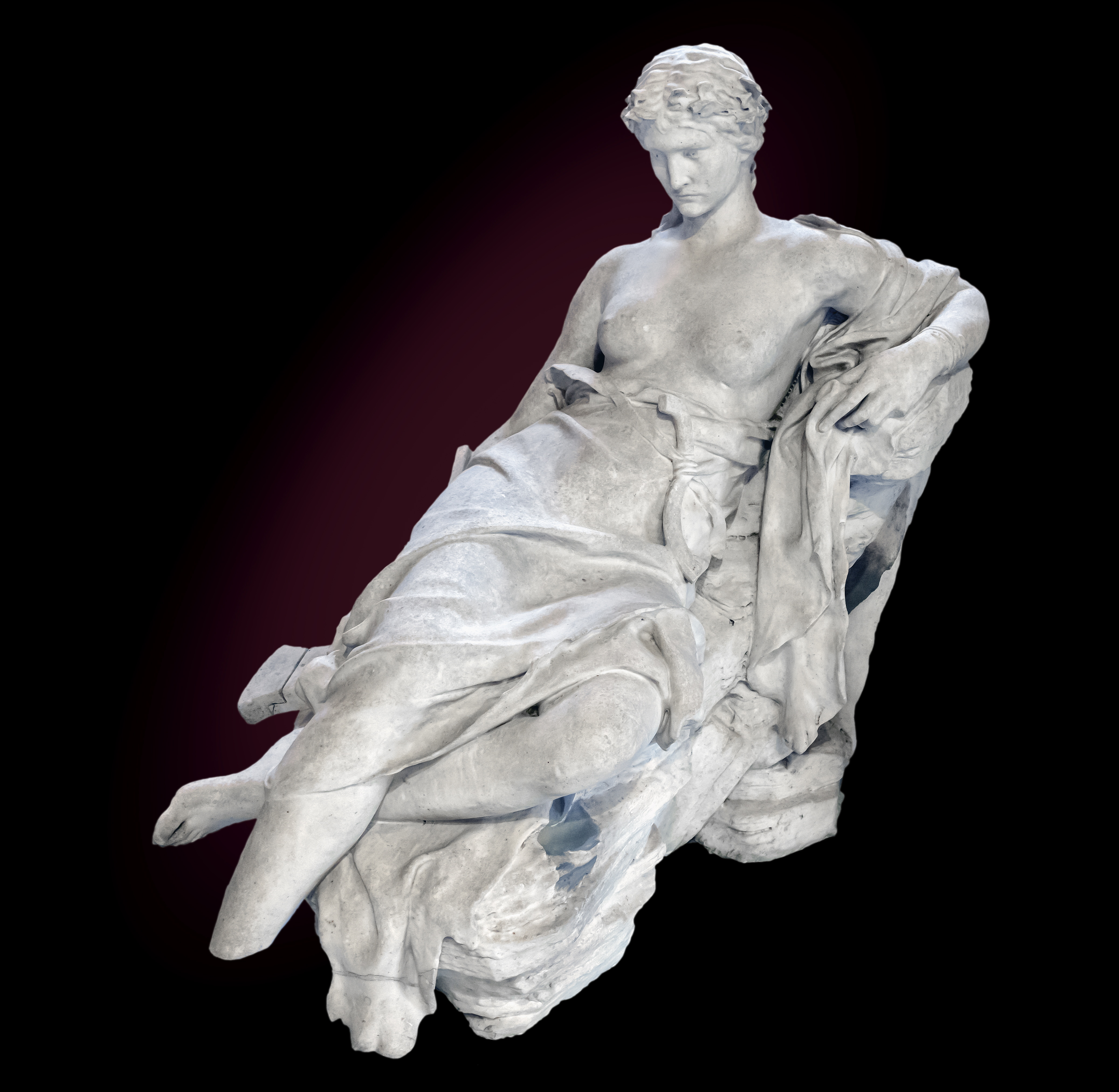
Laurent Marqueste: Veleda.

Veleda fue una völva, o profetisa sagrada, del pueblo germánico de los brúcteros.

## Historia
Durante el año de los cuatro emperadores, crisis dinástica que sacudió el Imperio romano en 69, la frontera del Rin quedó desguarnecida dando pie a la revuelta bátava acaudillada por el romanizado Julio Civilis. Parece ser que Veleda alentó, o bien profetizó, la rebelión y las victorias iniciales germanas.
Veleda, una de las pocas sacerdotisas germánicas cuyo nombre ha sobrevivido en los textos, recibía trato de diosa viviente y oculta en lo alto de una torre próxima al río Lippe –afluente del Rin– emitía sus augurios con el concurso de parientes masculinos que le transmitían las consultas y proclamaban sus vaticinios.
En 77, años después de que fracasara el alzamiento bátavo, Veleda fue capturada por las tropas romanas de Cayo Rutilio Gálico y en 98 Tácito escribió que llevaba largo tiempo muerta.